# Cardamine granulifera
Cardamine granulifera är en korsblommig växtart som först beskrevs av Adrien René Franchet, och fick sitt nu gällande namn av Friedrich Ludwig Diels. Cardamine granulifera ingår i släktet bräsmor, och familjen korsblommiga växter. Inga underarter finns listade i Catalogue of Life.